# José Franco (poeta)
José Franco (Calobre, 24 de marzo de 1936 -  Las Tablas, 9 de mayo de 2022) fue un poeta, diplomático y constitucionalista panameño, autor de Panamá Defendida (1958).

## Biografía
Estudió en la Escuela Normal Juan Demóstenes Arosemena y se graduó en Licenciatura y Profesorado en Letras por la Universidad de Panamá. También realizó estudios en la Universidad Central del Ecuador.
Fue embajador de Panamá en Argentina, Paraguay y Uruguay. Dirigió el Instituto Nacional de Cultura y la Dirección de Información del Ministerio de Relaciones Exteriores. En 1972 integró la comisión redactora del Proyecto de la Constitución Política de Panamá, en calidad de miembro principal. Fue asesor y columnista de la Editora Renovación y dirigió el diario La República.
Ha obtenido varios reconocimientos como poeta, periodista y diplomático. Entre ellos, obtuvo tres veces el Concurso Nacional de Literatura Ricardo Miró, como poeta y dramaturgo. Obtuvo el Premio Nacional de Folklore en tres ocasiones en la categoría Décima (1966, 1967, 1968) y el Premio Nacional de Periodismo en las categorías de reportaje (1964), Columna (1947 y 1985) y Editorial (1966 y 1984).
Fue postulado al Premio Príncipe de Asturias en 1998. Es doctor honoris causa de la Universidad de Columbia.
Falleció el 9 de mayo de 2022 a los 86 años

## Obras

### Poesía
- Sollozos anónimos (1955)
- Panamá defendida (1958)
- Patria de dolor y llanto (1961)
- Cantares a la Revolución (1972)
- Poemas a mi Patria (1975)
- Semilla en flor (1973)
- Horas testimoniales (1976)
- Patria sagrada (1974)
- Dormir con los muertos (1974)
- Coplas y fábulas a Pelusa (1977)
- Una cruz verde en el camino (1979)
- La sangre derramada (1984)
- La luna entre los pinos (1997)

### Teatro
- Redobles al amanece

r (Teatro-1977)

### Novela
- El panteón de los callejones (1990)
- Las luciérnagas de la muerte (1995)
- Operación plutonio 239 (1994)

### Otros
- Los versos de Panamá (Morgan y Morgan, colección Audiolibros, 1994)
- Romances de las áreas revertidas, Travesía literaria por el Canal de Panamá, UNESCO, 1997)